# Teoría sistemática del imperialismo
La teoría sistemática del imperialismo fue desarrollada por John A. Hobson cuyo principal objetivo es preservar al liberalismo del imperialismo y allanar el camino para la realización de una política consistente en reformas sociales en el seno del propio sistema capitalista. El segundo objetivo consiste en el análisis de la pobreza en el propio país del autor, Gran Bretaña. 
Apoyado en numerosas estadísticas, Hobson afirma que la expansión del Imperio británico desde 1880 en adelante se vincula directamente con el enorme incremento de las inversiones británicas en ultramar. De ahí, el autor infiere en que el factor decisivo del imperialismo era el interés de los círculos financieros por encontrar inversiones lucrativas que compensaran la disminución de los beneficios en el seno del propio país.
La teoría sistemática del imperialismo considera que el sistema capitalista no tiene por qué ir ligado necesariamente al imperialismo. El problema no es el capitalismo en sí, sino la desigualdad social, en la medida en que las clases trabajadoras solo disponen de una minúscula parte de la riqueza nacional. Se produce, por un lado, un exceso de ahorro crónico y, por otro, una insuficiente demanda del mercado interno: el subconsumo. Desde el estudio de la sociedad británica, Hobson afirma en esta teoría que el exceso de capital de los grupos de poder deriva en una búsqueda de inversiones beneficiosas que no se encuentran en el propio país.
La clave del problema, según esta teoría, es la discrepancia entre la enorme capacidad del imperialismo para dar riqueza a los grupos de poder y la escasa capacidad adquisitiva de las clases trabajadoras. Para Hobson el ideal estaría en igualar el poder adquisitivo de las clases populares con el poder del capitalismo, para así no generar un exceso de capital y no incurrir en el imperialismo mediante la búsqueda de inversiones en terceros países.
La teoría de Hobson analiza también el comercio de Gran Bretaña con las colonias a partir de 1880 y cuestiona su importancia. Considera que las pérdidas, fruto del mantenimiento del imperio colonial, superaban los supuestos beneficios procedentes de los intercambios comerciales de la metrópoli con sus colonias. Dicha teoría sostiene también que no es el comerciante el auténtico imperialista, sino que el principal actor del imperialismo es el inversor, el capitalista en sentido estricto.
- Datos: Q6142045